# Csömör
Csömör é uma localidade na Hungria, no Condado de Pest, na área metropolitana de Budapeste na subregião de Gödöllő. Está localizada ao oeste de Kistarcsa, ao norte do distrito XVI de Budapeste, na parte do oeste das colinas Gödöllő, no giro da corrente de Csömör. Tem uma população de 8.433 (2007).

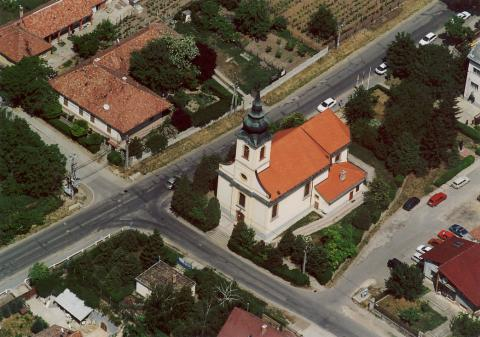
Fotografia de Csömör mostrando a igreja católica

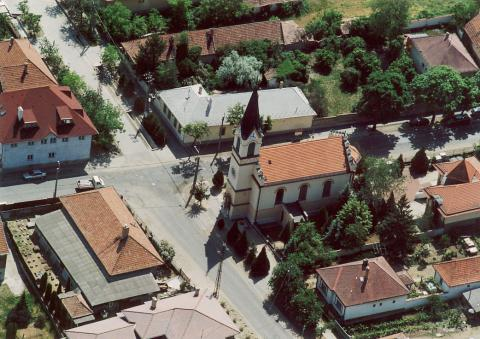
Fotografia de Csömör mostrando a igreja do luterana

## História
Encontraram-se peças de cerâmica a partir da Nova Idade da Pedra (3200-3000 a.C) na área de Urasági.
As peças de cerâmica foram encontradas da Idade do Bronze (1900-1800 a.C) na área de Urasági e Szeder-völgyi-dűlő.
Foi escavado um cemitério celta por trás da corrente, que é da Idade do Ferro (380-300 a.C). Entre os troves há braceletes, fíbulas, trapos, uma vaina com uma espada, e uma corrente.
Durante o terceiro e quarto século, tinha um povoamento sármata na área de Csömör, a ambos lados da corrente. Durante as explorações, encontraram-se um recipiente romano e uma cerâmica.
Peças de recipiente foram encontrados no área de Réti-dűlős e Rétpótlék da idade de Avar.